# Deutscher Fussball Klub (fundado 2021)
El Deutscher Fussball Klub, abreviado simplemente como Deutscher, es un equipo de fútbol de la ciudad de Montevideo, Uruguay. Fue fundado en una fecha no aclarada (aproximadamente en el año 2021).
Si bien argumenta ser la continuidad del Centro Atlético Montevideo, no hay registros de actividad de ese club durante 112 años (entre 1909 y 2021).
Actualmente disputa la Primera División Amateur, tras ascender de la Divisional D en 2024.

## Historia
Toma el primer nombre y los colores originales de un antiguo club que había competido en los inicios del siglo XX (uno de los fundadores de The Uruguay Association League) y que posteriormente había cambiado su nombre a Sport Club Teutonia en 1905 y a Centro Atlético Montevideo en 1906 luego de criollizarse, para luego disolverse en 1909.
Resulta curioso el hecho de que a pesar de que el club lleva el nombre de un antiguo club que representaba a la colectividad alemana en Uruguay, este equipo no tiene ninguna vinculación con emigrantes alemanes ni tampoco contiene descendientes de alemanes ni en sus filas de jugadores ni en sus miembros directivos. Tampoco representa a ningún barrio ni a ninguna zona geográfica en particular, lo cual limita demasiado la posibilidad del club de obtener una futura masa de aficionados.

## Uniforme
Los colores del club derivan de los primeros colores del D.F.K.M. original: rojo, blanco y negro, obtenidos de la bandera del Imperio Alemán, lo cual puede ser algo anacrónico tomando en cuenta que los colores actuales que representan a la colectividad alemana son otros.
El primer uniforme del equipo en 2021 fue de color negro.

## Datos del club
- Temporadas en Primera División: 0
- Temporadas en Segunda División: 0
- Temporadas en Primera C: 1 (2025-)
- Temporadas en Divisional D: 4 (2021-2024)

## Palmarés
- Divisional D (1): 2024